# Supplementum Aeneidos
Il Supplementum Aeneidos, altrimenti detto Liber XIII Aeneidos, è un'opera in latino dell'umanista Maffeo Vegio da Lodi. Si tratta di un poemetto in 630 esametri, che si propone di concludere l'Eneide, opera rimasta incompiuta a causa della morte del suo autore Virgilio. Fu completato nel 1428 e pubblicato a Venezia, per le cure di Adamo di Ambergau, nel 1471.
Nei primi secoli successivi alla sua composizione era d'abitudine unirla al poema, come sua naturale conclusione. Col trascorrere del tempo, però, l'opera fu dimenticata rimanendo nota solo ad eruditi e specialisti, fino ad una sua riscoperta alla fine del XX secolo ad opera di Stefano Bonfanti, che la tradusse e la commentò unitamente all'Eneide.
L'opera è oggi reperibile in varie biblioteche nazionali.

## Trama
Il poemetto inizia lì dove termina l'opera virgiliana:  descrive i funerali di Turno, le nozze di Enea e Lavinia, la morte di Latino e quella dell'eroe troiano, seguita dalla sua assunzione tra gli dei sull'Olimpo.